# Khakhra

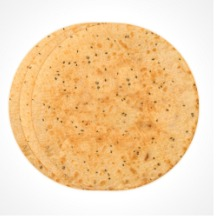
Khakhra

Khakhra (indiskt knäckebröd) är ett tunt flatbröd gjort på fullkornsvetemjöl. Det tortillaliknande brödet äts på frukosten eller mellanmål i Gujarat, den västra delen av Indien, Det finns flera varianter t.ex. salt, kummin, bockhornsklöver blad, masala och så vidare. Brödet serveras med ost, smör, grönsaker som pålägg eller ensam med te/kaffe.